# Johann Siegmund von Heyden

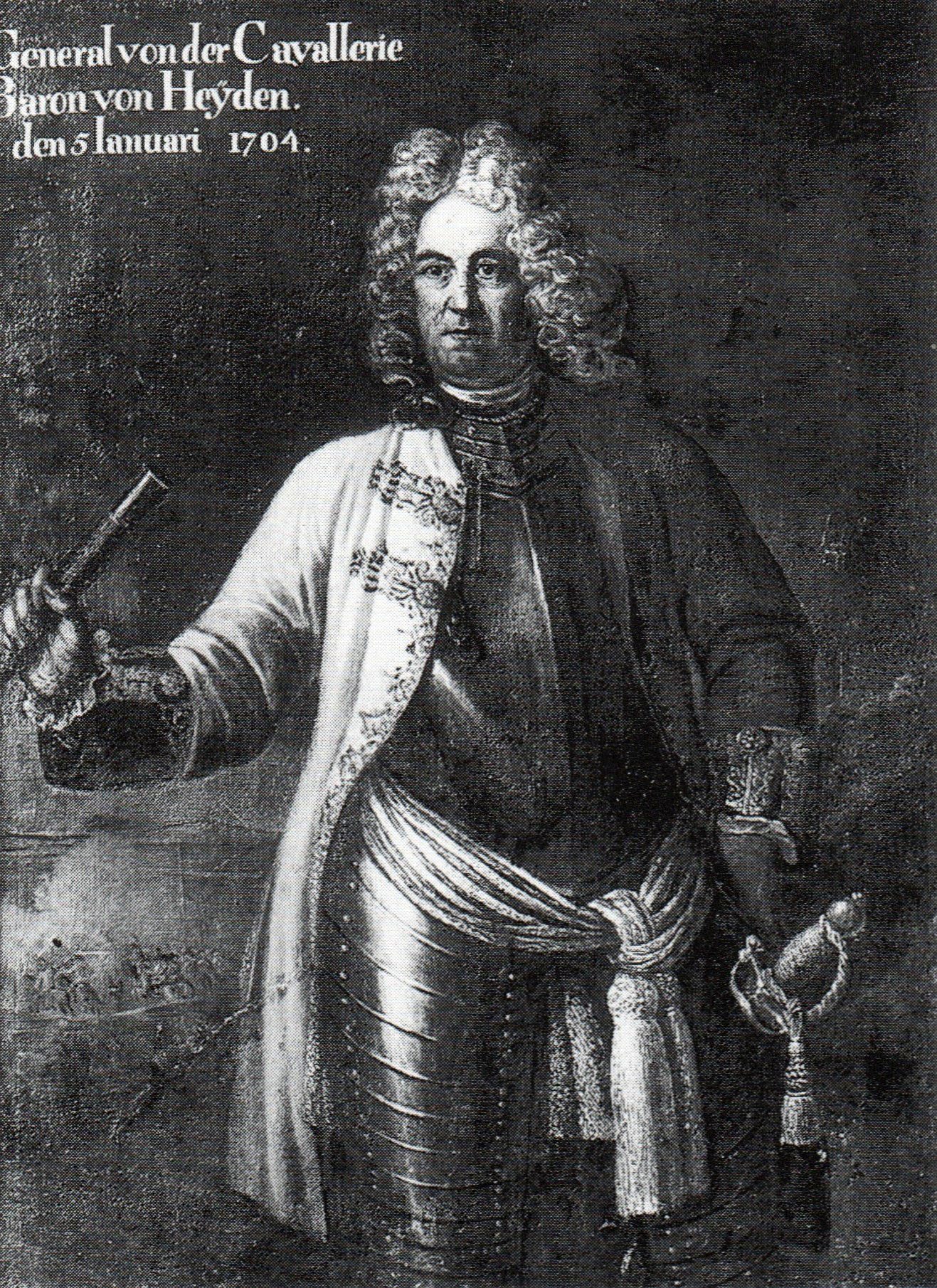
Johann Siegmund von Heyden

Johann Siegmund Freiherr von Heyden (* 1641; † 26. Oktober 1724) war ein preußischer General der Kavallerie, Gouverneur von Lippstadt und Drost zu Wetter. Ferner Erbherr zu Bruch, Rhade, Lichtenwörde, Oedendael, Cliff und Crudenburg.

## Leben

### Herkunft
Johann Siegmund war der Sohn des cleve-märkischen Regierungsrates Friedrich von Heiden und dessen Ehefrau Katharina, geborene von Wylich und Lottum. Er ist nicht zu verwechseln mit Johann Sigismund von der Heyden. Der General der Infanterie Friedrich von Heyden war sein Bruder.

### Karriere
Heyden wurde am 2. Juli 1682 Oberst und Kommandeur des Regiments „von Spaen“. 1690 stieg er zum Generalmajor der Kavallerie auf und wurde 1693 Chef des Regiments, mit dem Heyden 1694 in holländischen Diensten stand. Es wurde 1715 aufgelöst und seine Mitglieder verteilt. In der Zwischenzeit war er bis 5. Januar 1704 zum General der Kavallerie avanciert.
1685 kaufte er die Herrlichkeit Crudenburg. Ab 1688 war er Hofmeister des Prinzen Albrecht Friedrich von Brandenburg. Dazu wurde er Gouverneur von Lippstadt und Drost zu Wetter. Heyden erwarb 1694 Burg Krudenburg in der Nähe von Hünxe am Niederrhein und im Jahre 1716 für 11000 Taler das benachbarte Haus Schwarzenstein.

### Familie
Heyden war zweimal verheiratet. Seine erste Frau Anna Luise Quadt von Landskron (* 30. April 1659; † 1687) heiratete er am 29. März 1676. Das Paar hatte drei Söhne und zwei Töchter.
- Friedrich Adolph († 1. Mai 1725) ⚭ Charlotte Sophie von Eller zu Bustede
- Ferdinand Sigismund Wennemar ⚭ 16. Februar 1712 Dorothea Louise von dem Bussche, Erbin von Cliff († 28. Dezember 1728)
- Otto Sigismund, Ritter des Deutschen Ordens in Utrecht, Domherr in Magdeburg
- Charlotta Louise (1680–1726) ⚭ Dezember 1704 Graf Friedrich Wilhelm von Schwerin (1678–1727), Erbkämmerer  der Kurmark

Seine zweite Frau war seit 1691 Gräfin Luise Charlotte von Schwerin (1672–1738) aus dem Haus Alt-Landsberg und Tochter von Otto von Schwerin. Nach seinem Tod heiratete sie den Oberst Dyonisus Georg Joachim von Blankenburg, der am 30. September 1745 in der Schlacht bei Soor fiel.
- Ottonetta Wilhelmina

⚭ 25. Juni 1715 Friedrich Wilhelm Thomas von Quadt und Wickradt (1682–1724)
⚭ 1. Oktober 1727 Reinhard Wilhelm von Calcum genannt Lohausen, Herr von Schlickum
- Sophia Charlotte Maria (* 13. November 1696; † 4. Oktober 1738), Herrin von Lichtenvoorde ⚭ 22. August 1714 Johann Kaspar von Dörnberg zu Hausen, Hirtzberg und Frankershausen (* 17. Mai 1689; † 6. Februar 1734 in Thomary (Schweden)), hessischer Geheimer Rat und Regierungspräsident.[5]